# Représentations diplomatiques à la Barbade

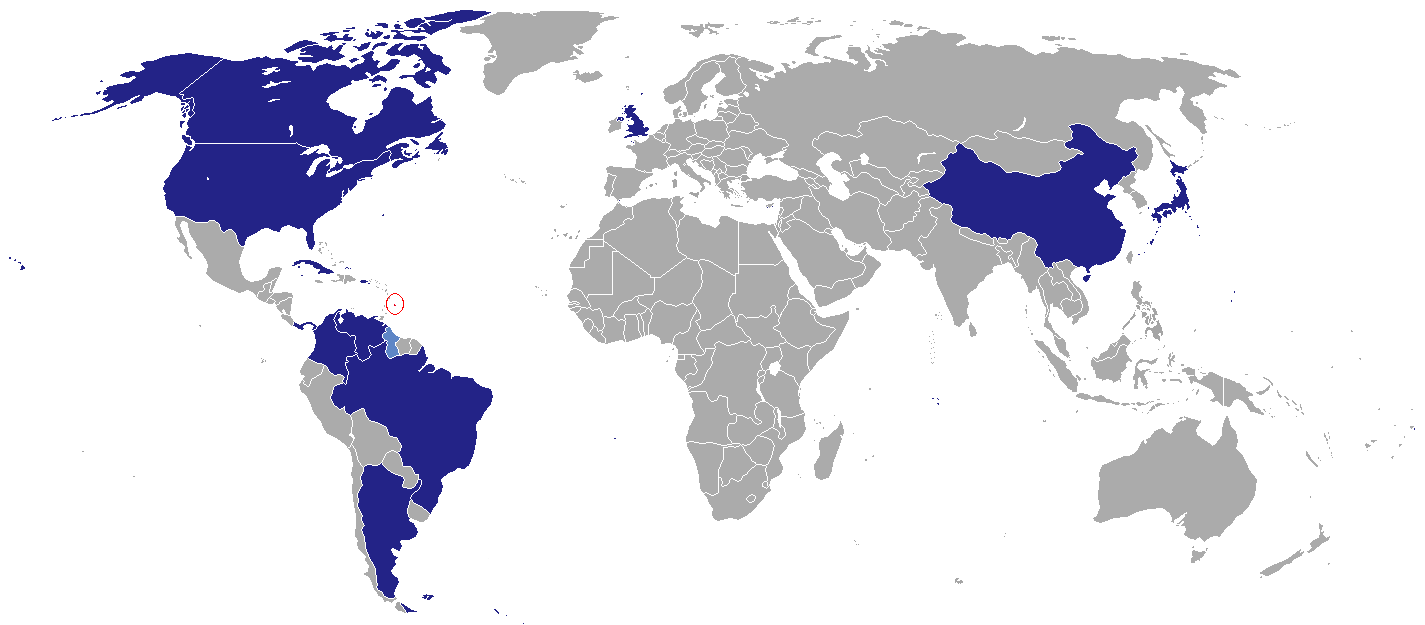
Représentations diplomatiques à la Barbade

Voici une liste des représentations diplomatiques à la Barbade. 
La capitale Bridgetown et ses environs immédiats accueillent 10 hauts-commissariats ou ambassades, une délégation de la Commission européenne et une mission aux Caraïbes orientales des Nations unies. Plusieurs autres pays possèdent des consuls honoraires pour fournir des services d'urgence à leurs citoyens.

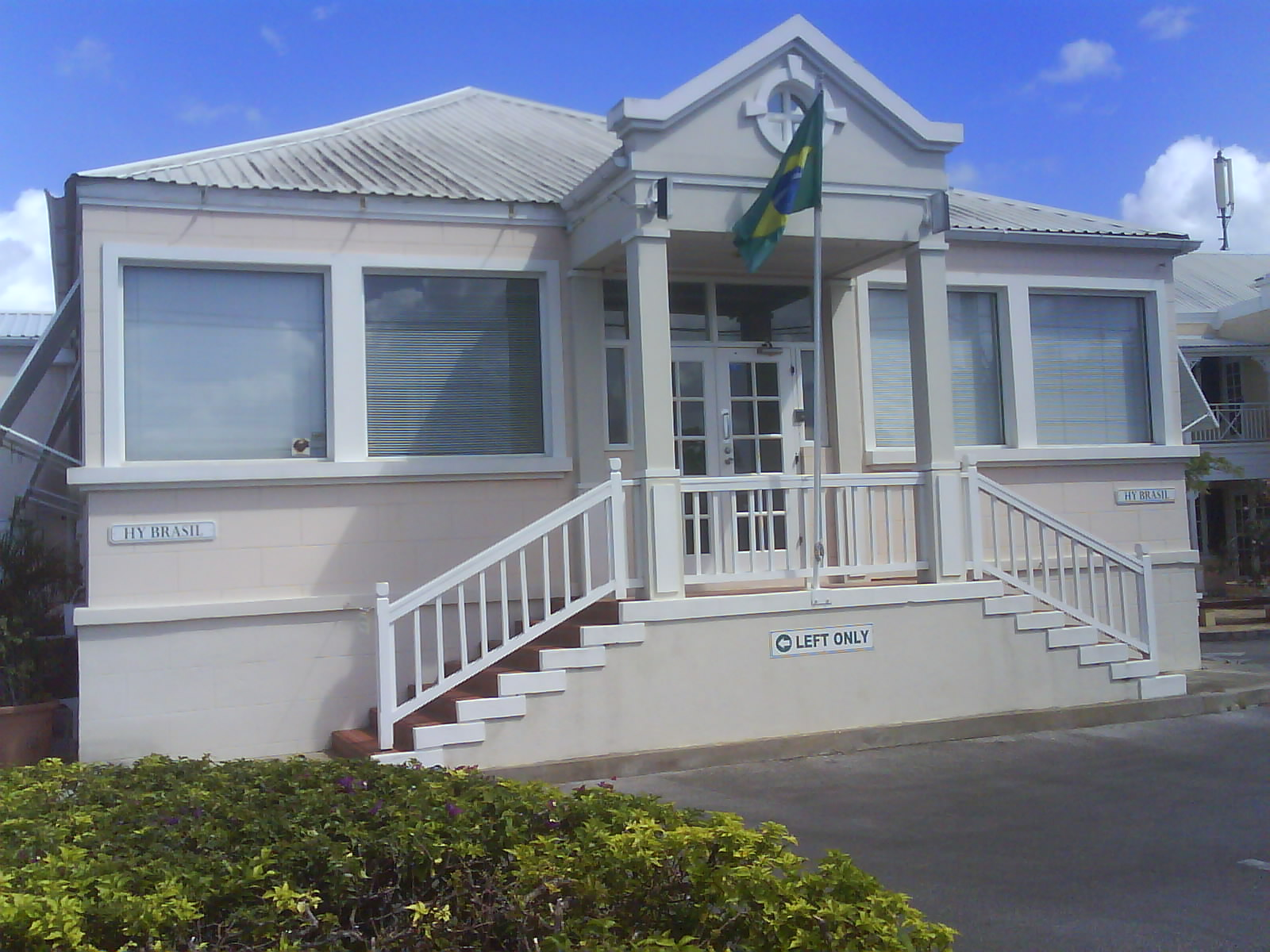
Ambassade du Brésil à la Barbade.

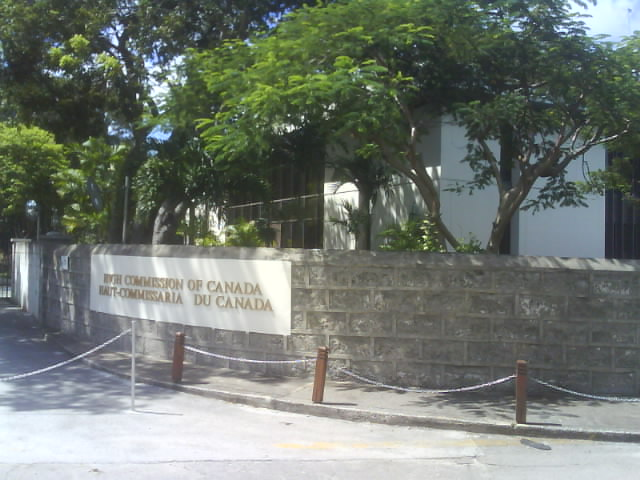
Haut-commissariat du Canada à la Barbade

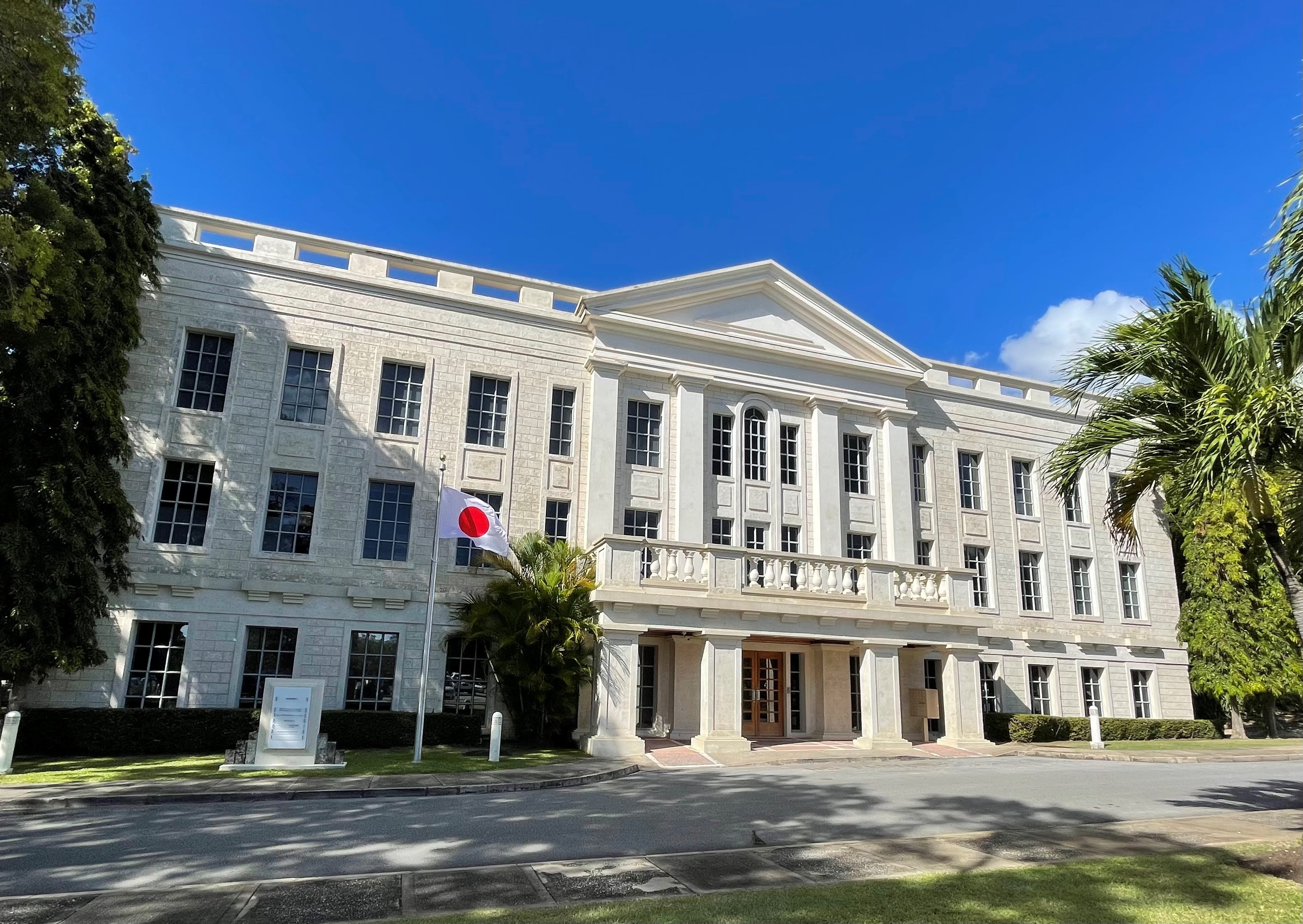
Ambassade du Japon à la Barbade

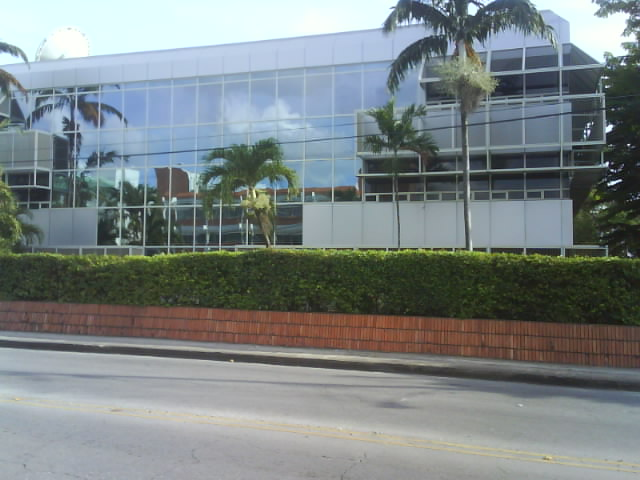
Haut-commissariat du Royaume-Uni à la Barbade

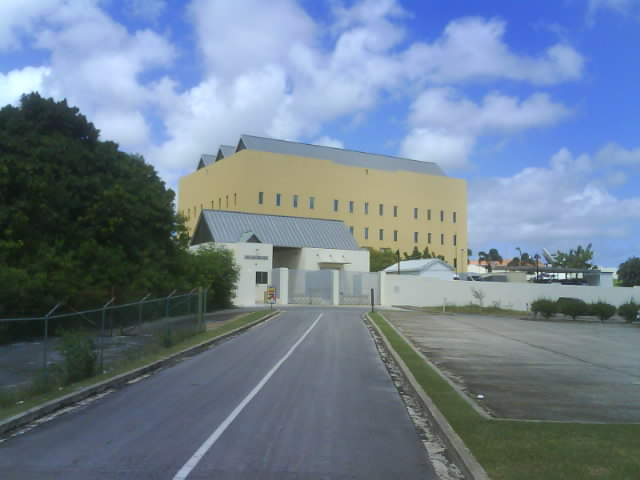
Ambassade des États-unis à la Barbade

## Ambassades et hauts-commissariats

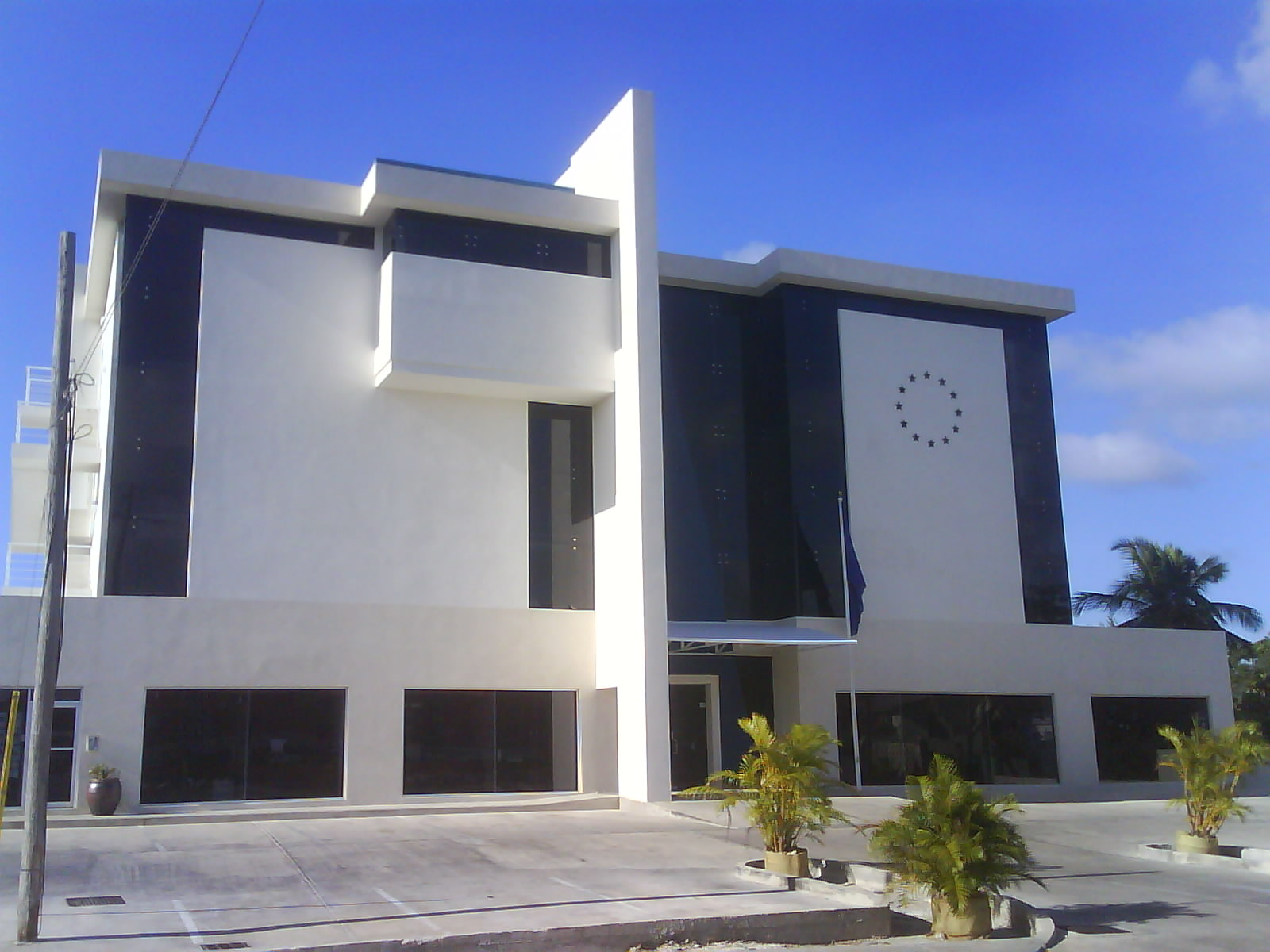
Délégation de l'Union Européenne à la Barbade

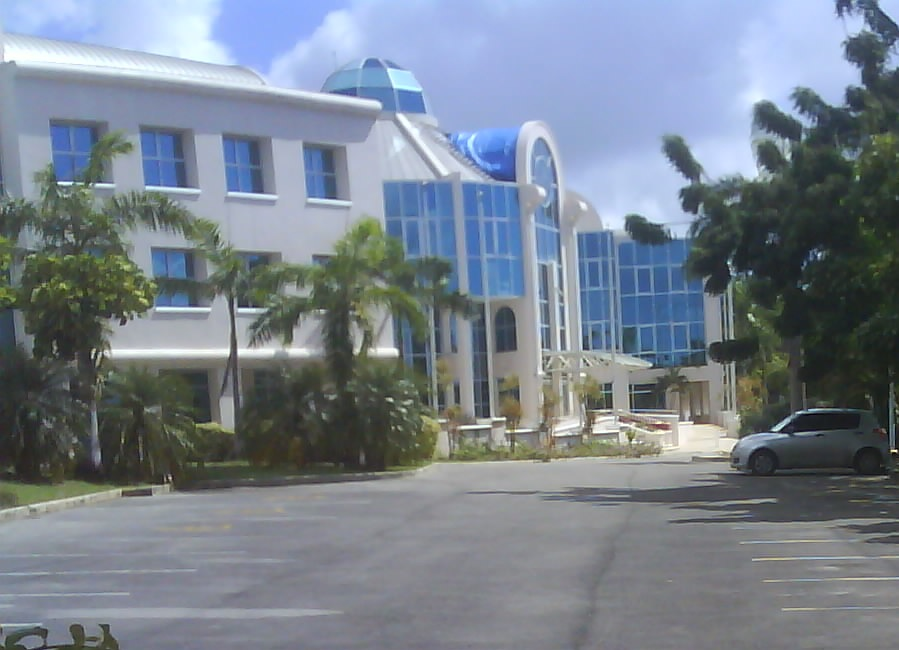
Mission aux Caraïbes orientales des Nations unies

- Argentine[1]
- Brésil[2]
- Canada[3]
- Chine[4]
- Cuba[5]
- États-Unis[6]
- Japon[7]
- Panama[8]
- Royaume-Uni[9]
- Venezuela[10]

## Autres missions et délégations
- Nations unies, bureau des Caraïbes orientales[11]
  - Bureau des Nations unies pour les services d'appui aux projets[12]
  - Entité des Nations unies pour l'égalité des sexes et l'autonomisation des femmes[13]
  - Fonds des Nations unies pour l'enfance[14]
  - Fonds des Nations unies pour la population[15]
  - Interpol[16]
  - Organisation des Nations unies pour l'alimentation et l'agriculture[17]
  - Organisation panaméricaine de la santé[18]
  - Programme alimentaire mondial[19]
  - Programme des Nations unies pour le développement
  - Union internationale des télécommunications[20]
- Union européenne, Mission pour la zone de libre-échange CARIFORUM[21]

## Consulat général
- Guyana[22]

## Ambassades et hauts-commissariats non-résidents accrédités à la Barbade

### Bogota
- Autriche
- Émirats arabes unis

### Brasilia
- Tanzanie

### Caracas
| - Arabie saoudite - Bolivie - Finlande - Grèce - Indonésie | - Iran - Italie - Malaisie - Pologne - Portugal | - République dominicaine - République tchèque - Roumanie - Suisse - Uruguay |

### Castries
- France
- Mexique

### Copenhague
- Danemark

### Georgetwon
- Russie

### Kingston
- Afrique du Sud
- Belgique
- Haïti

### La Havane
- Corée du Nord
- Ghana
- Kenya
- Libye
- Slovaquie

### Nassau
- Bahamas

### New York
| - Équateur - Guinée - Islande - Maldives - Namibie | - Sénégal - Sierra Leone - Tadjikistan - Turkménistan - Zambie |

### Oslo
- Norvège

### Ottawa
- Bangladesh
- Thaïlande

### Paramaribo
- Inde

### Port-d'Espagne
| - Allemagne - Australie - Chili - Colombie - Corée du Sud | - Espagne - Guatemala - Jamaïque - Nigeria - Pays-Bas | - Pérou - Suriname - Trinité-et-Tobago - Turquie - Vatican |

### Washington
| - Algérie - Chypre - Irlande - Israël - Jordanie | - Maurice - Philippines - Serbie - Singapour - Tunisie |

## Anciennes représentations
- Australie (jusqu'en 2004)
- République de Chine (1968-1977)
- Nouvelle-Zélande (2023)